# Equacions de luminescència de semiconductors

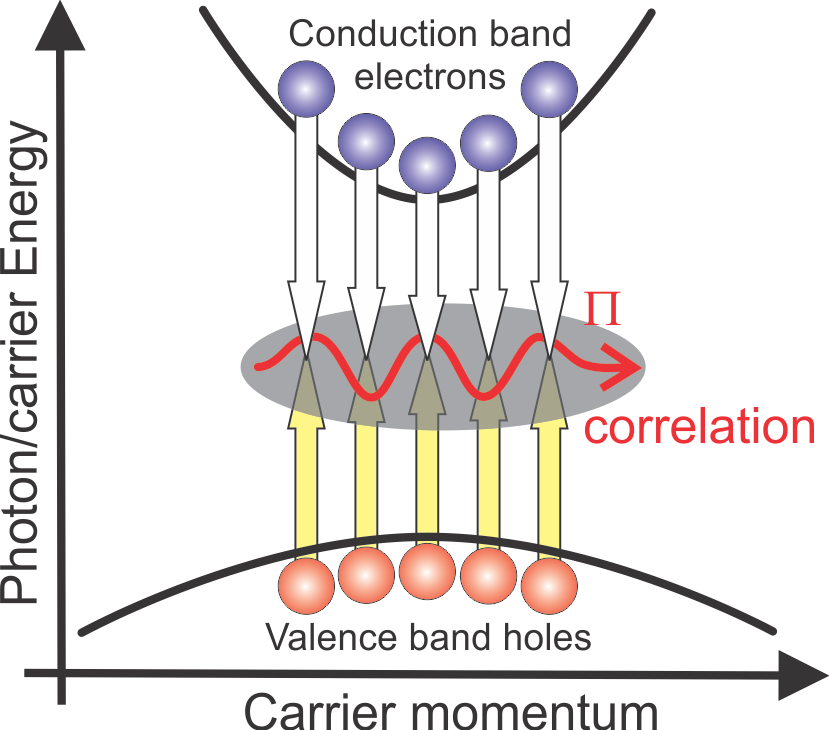
Acumulació de polarització assistida per fotons (correlació Π) que s'inicia per la font d'emissió espontània. L'acumulació es produeix per igual per a tots els estats d'impuls. En un sistema de molts cossos, un fotó (fletxa d'ona) es genera col·lectivament mitjançant múltiples correlacions de transició Π acoblades.

Les equacions de luminescència dels semiconductors (SLEs) descriuen la luminescència dels semiconductors resultant de la recombinació espontània d'excitacions electròniques, produint un flux de llum emesa espontàniament. Aquesta descripció va establir el primer pas cap a l'òptica quàntica de semiconductors perquè els SLE inclouen simultàniament la interacció quantificada llum-matèria i l'acoblament d'interacció de Coulomb entre excitacions electròniques dins d'un semiconductor. Els SLE són un dels mètodes més precisos per descriure l'emissió de llum en semiconductors i són adequats per a un modelatge sistemàtic de l'emissió de semiconductors que va des de la luminescència excitònica fins als làsers.
A causa de l'aleatorietat de les fluctuacions del camp de buit, la luminescència dels semiconductors és incoherent, mentre que les extensions dels SLE inclouen la possibilitat d'estudiar la fluorescència de ressonància resultant del bombeig òptic amb llum làser coherent. En aquest nivell, sovint s'interessa controlar i accedir a efectes de correlació de fotons d'ordre superior, diferents estats de molts cossos, així com l'entrellat de semiconductors de llum. Aquestes investigacions són la base per realitzar i desenvolupar el camp de l'espectroscòpia òptica quàntica, que és una branca de l'òptica quàntica.

## Introducció
La derivació dels SLE parteix d'un sistema hamiltonià que inclou completament interaccions de molts cossos, camp de llum quantificat i interacció llum-matèria quantificada. Com gairebé sempre en la física de molts cossos, el més convenient és aplicar el formalisme de la segona quantificació. Per exemple, un camp de llum corresponent a la freqüència {\displaystyle \omega } després es descriu mitjançant operadors de creació i aniquilació de bosons {\displaystyle {\hat {B}}_{\omega }^{\dagger }} i {\displaystyle {\hat {B}}_{\omega }}, respectivament, on s'acaba el "barret". {\displaystyle B} indica la naturalesa d'operador de la quantitat. La combinació d'operador {\displaystyle {\hat {B}}_{\omega }^{\dagger }\,{\hat {B}}_{\omega }} determina l'operador de nombre de fotons.
Quan el fotó és coherent, aquí el valor d'expectativa {\displaystyle \langle {\hat {B}}_{\omega }\rangle }, s'esvaeixen i el sistema esdevé quasi estacionari, els semiconductors emeten espontàniament llum incoherent, comunament anomenada luminescència (L). (Aquest és el principi subjacent darrere dels díodes emissors de llum). El flux de luminescència corresponent és proporcional al canvi temporal del nombre de fotons,
{\displaystyle \mathrm {L} (\omega )={\frac {\partial }{\partial t}}\langle {\hat {B}}_{\omega }^{\dagger }{\hat {B}}_{\omega }\rangle =2\,\mathrm {Re} \left[\sum _{\mathbf {k} }{\mathcal {F}}_{\omega }^{\star }\,\Pi _{\mathbf {k} ,\omega }\right]\,.}
Com a resultat, la luminescència es genera directament per una recombinació electron-forat assistida per fotons,
{\displaystyle \Pi _{\mathbf {k} ,\omega }\equiv \Delta \langle {\hat {B}}_{\omega }^{\dagger }{\hat {P}}_{\mathbf {k} }\rangle }

## Estructura
En general, els SLE inclouen totes les correlacions d'una i dues partícules necessàries per calcular l'espectre de luminescència de manera autoconsistent. Més concretament, una derivació sistemàtica produeix un conjunt d'equacions que impliquen correlacions semblants al nombre de fotons.
| Equacions de luminescència de semiconductors (correlació fotó-nombre) {\displaystyle \mathrm {i} \hbar {\frac {\partial }{\partial t}}\Delta \langle {\hat {B}}_{\omega }^{\dagger }{\hat {B}}_{\omega '}\rangle =(\hbar \omega '-\hbar \omega )\,\Delta \langle {\hat {B}}_{\omega }^{\dagger }{\hat {B}}_{\omega '}\rangle +\mathrm {i} \sum \limits _{\mathbf {k} }\left[{\mathcal {F}}_{\omega '}^{\star }\Pi _{\mathbf {k} ,\omega }+{\mathcal {F}}_{\omega }\Pi _{\mathbf {k} ,\omega '}^{\star }\right]} |la forma diagonal de la qual es redueix a la fórmula de luminescència anterior. La dinàmica de les correlacions assistides per fotons es desprèn de| Equacions de luminescència de semiconductors (correlació fotó) {\displaystyle \mathrm {i} \hbar {\frac {\partial }{\partial t}}\Pi _{\mathbf {k} ,\omega }=\left({\tilde {\epsilon }}_{\mathbf {k} }-\hbar \omega \right)\Pi _{\mathbf {k} ,\omega }+\Omega _{\mathbf {k} ,\omega }^{\mathrm {spont} }-\left(1-f_{\mathbf {k} }^{e}-f_{\mathbf {k} }^{h}\right)\left[\Omega _{\omega }^{\mathrm {stim} }+\sum \limits _{\mathbf {k'} }V_{\mathbf {k} -\mathbf {k} '}\,\Pi _{\mathbf {k'} ,\omega }\right]+T[\Pi ]} |

## Interpretació i conseqüències
Microscòpicament, els processos de luminescència s'inicien sempre que el semiconductor s'excita perquè almenys les distribucions d'electrons i forats, que entren a la font d'emissió espontània, no s'esvaeixen. Com a resultat, {\displaystyle \Omega _{\mathbf {k} ,\omega }^{\mathrm {spont} }} és finit i impulsa els processos assistits per fotons per a tots aquests {\displaystyle \mathbf {k} } valors que corresponen als estats excitats. Això significa que {\displaystyle \Pi _{\omega ,\mathbf {k} }} es genera simultàniament per a molts {\displaystyle \mathbf {k} } valors. Atès que les parelles d'interacció de Coulomb {\displaystyle \Pi _{\omega ,\mathbf {k} }} amb tot {\displaystyle \mathbf {k} } valors, l'energia de transició característica se segueix de l'energia de l'excitó, no de l'energia cinètica nua d'un parell electró-forat. Més matemàticament, la part homogènia de la {\displaystyle \Pi _{\omega ,\mathbf {k} }} La dinàmica té energies pròpies que es defineixen per l'equació de Wannier generalitzada, no per les energies portadores lliures. Per a densitats baixes d'electrons-forat, l'equació de Wannier produeix un conjunt d'estats propis lligats que defineixen les ressonàncies dels excitons.